# Clitoria arborescens
Clitoria arborescens es una especie botánica de leguminosa en la familia de las Fabaceae. Es originaria de Sudamérica.

## Taxonomía
Clitoria arborescens  fue descrita por Robert Brown y publicado en Hortus Kewensis; or, a Catalogue of the Plants Cultivated in the Royal Botanic Garden at Kew. London (2nd ed.) 4: 302. 1812.
Clitoria: nombre genérico derivada de la palabra griega kleitoris = "clítoris".
arborescens: epíteto latíno que significa "como un árbol".
Sinonimia
- Clitoria amoena Miq.
- Clitoria arborescens Aiton
- Clitoria poitaei DC.
- Clitoria poiteai Steud.
- Clitoria poiteai Benth.
- Clitoria poiteaui sensu auct.
- Ternatea arborescens (R.Br.) Kuntze[5]